# Romulea (växter)
För andra betydelser, se Romulea.
Romulea är ett släkte av irisväxter. Romulea ingår i familjen irisväxter.

## Bildgalleri

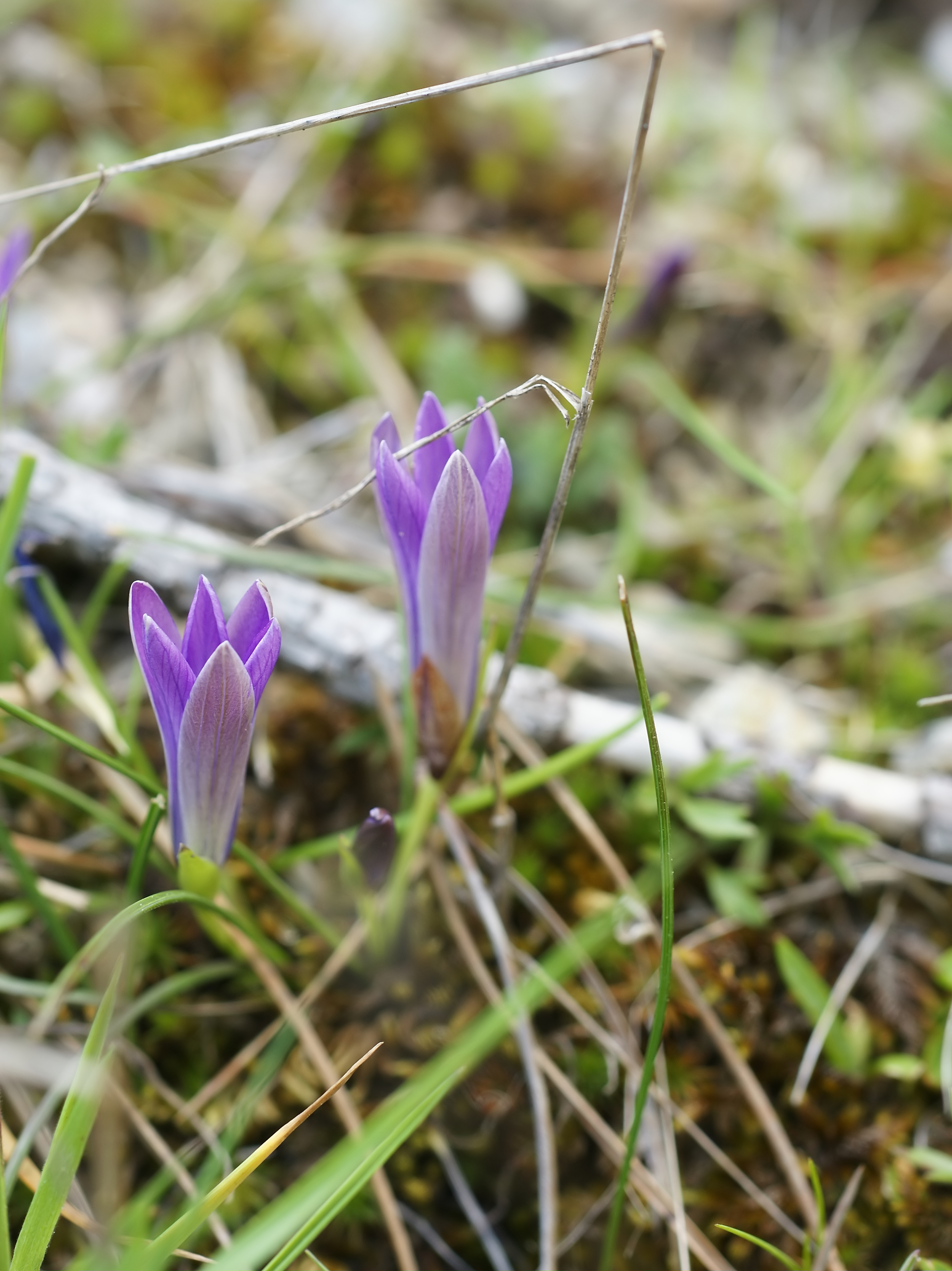
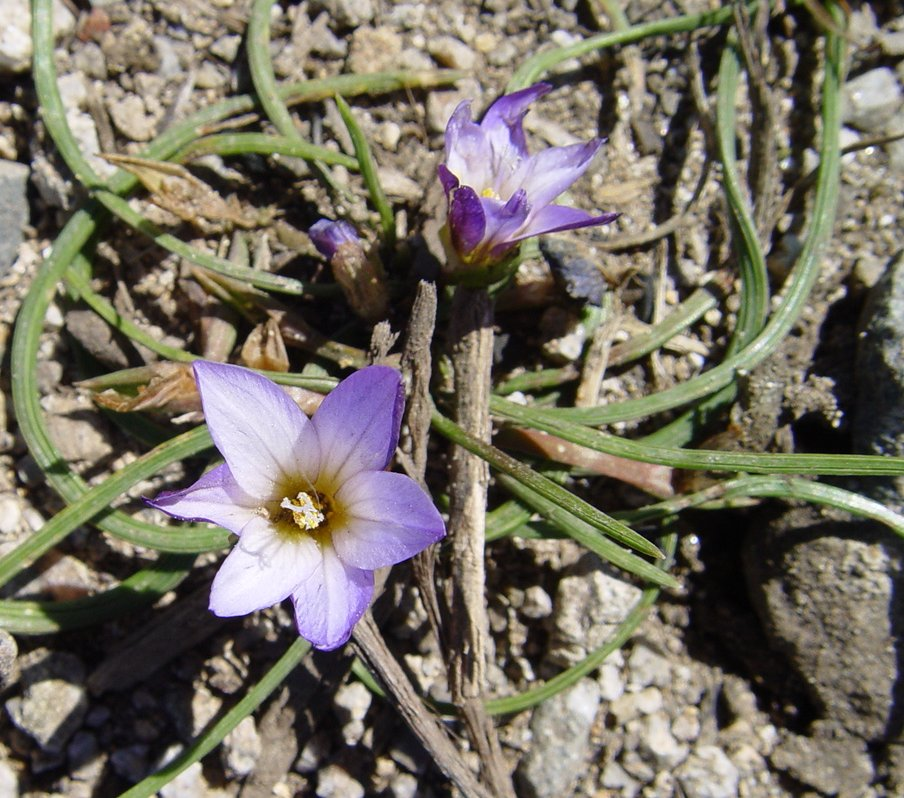
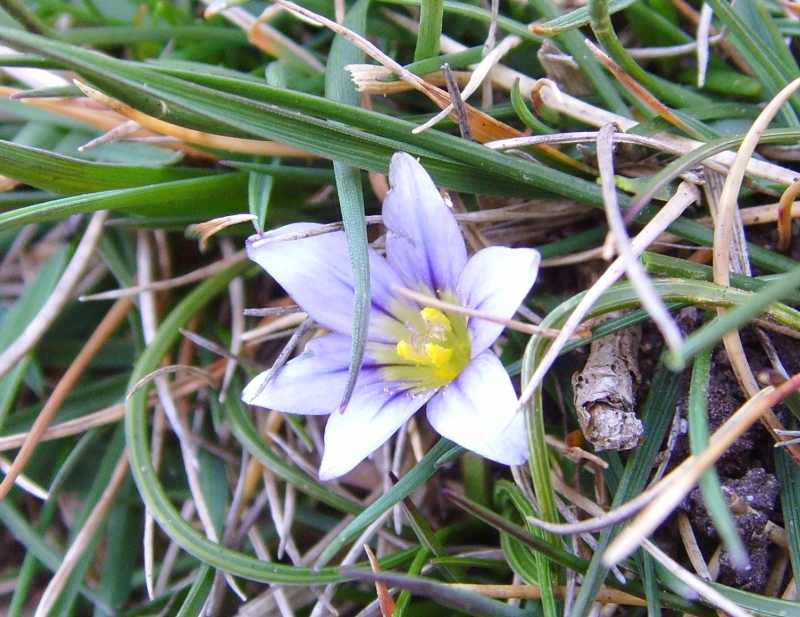
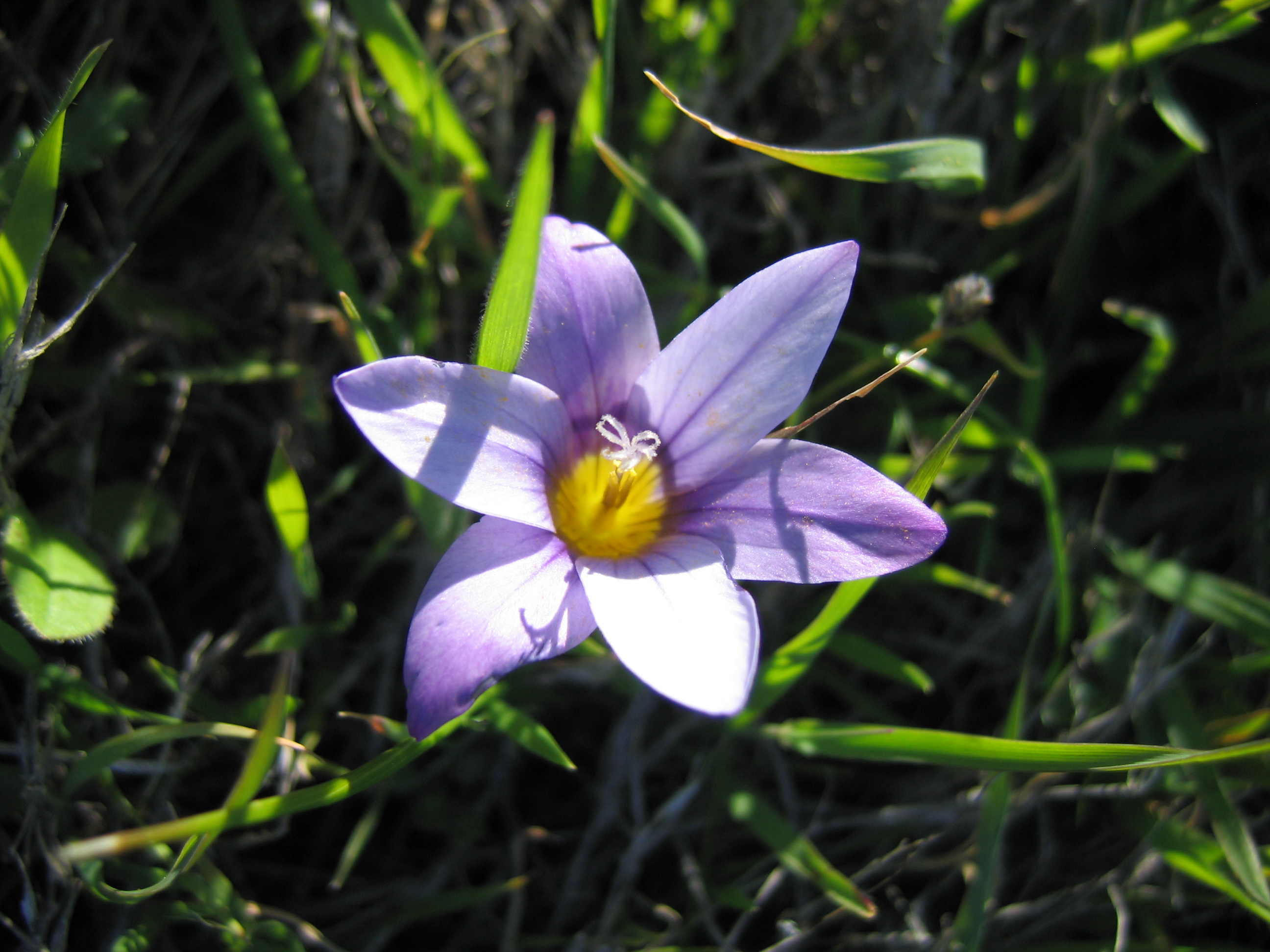
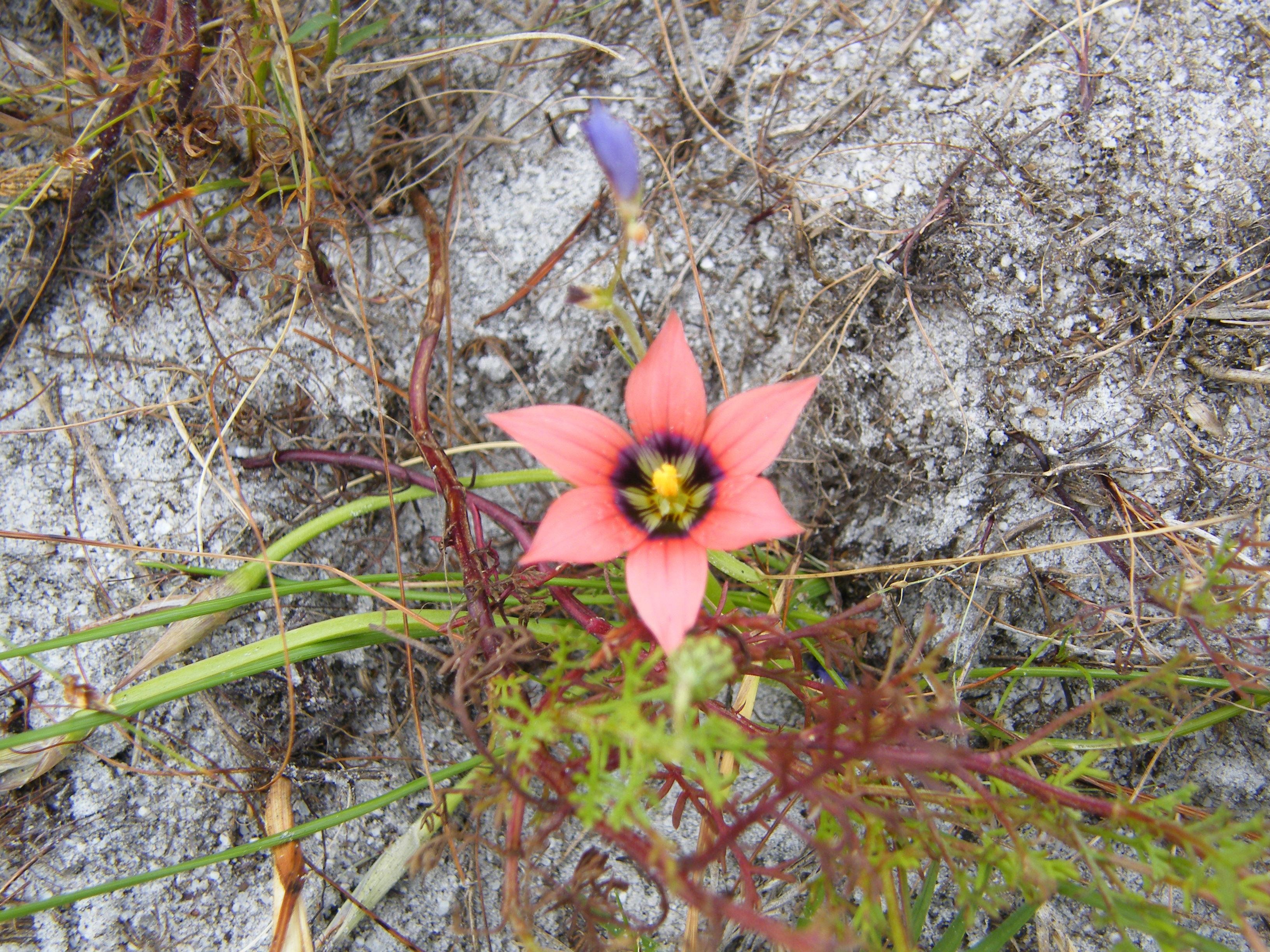
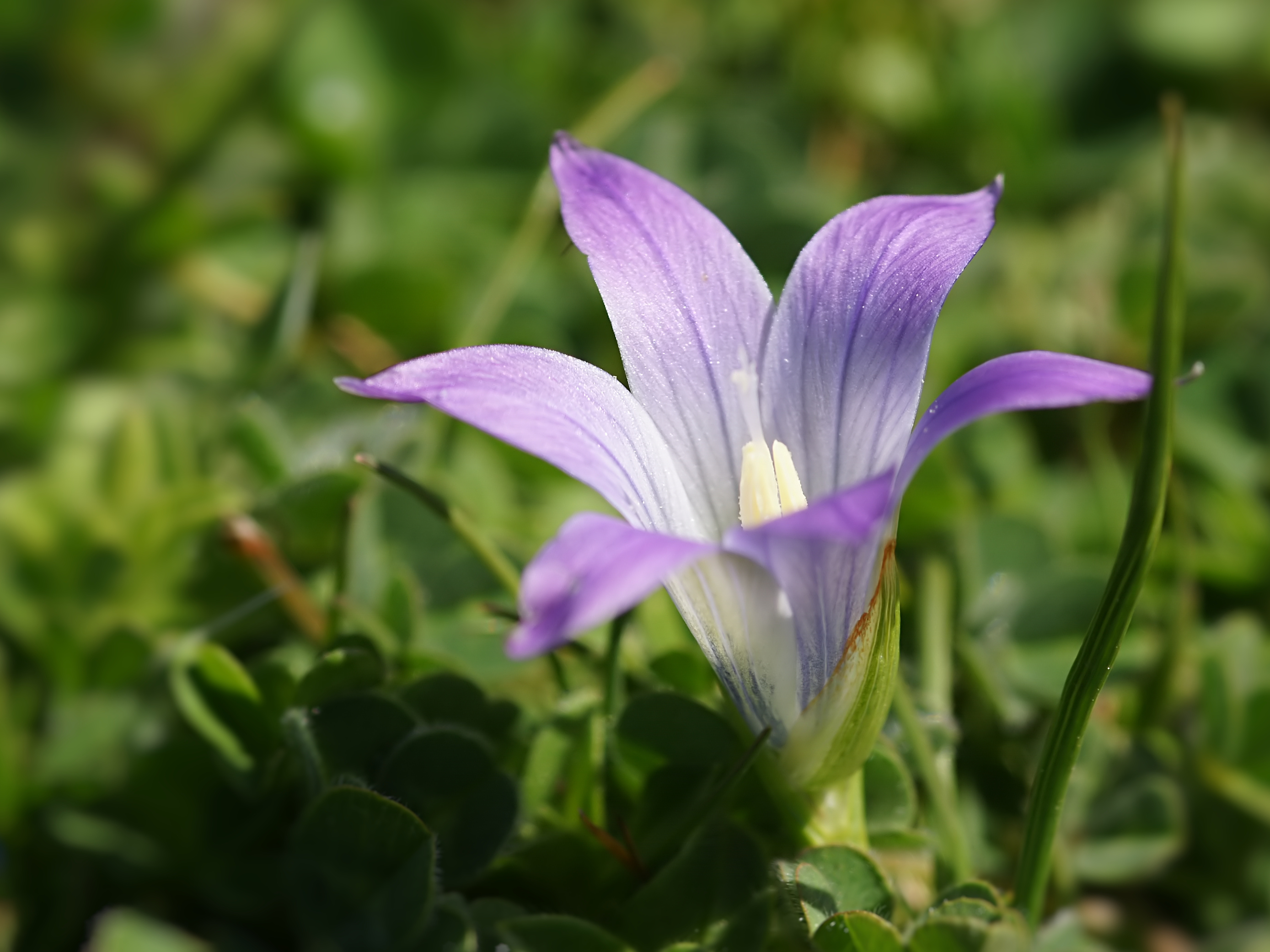

## Dottertaxa tillRomulea, i alfabetisk ordning[1]
- Romulea albiflora
- Romulea albomarginata
- Romulea amoena
- Romulea antiatlantica
- Romulea aquatica
- Romulea arnaudii
- Romulea atrandra
- Romulea austinii
- Romulea autumnalis
- Romulea barkerae
- Romulea biflora
- Romulea bifrons
- Romulea bocchierii
- Romulea bulbocodium
- Romulea camerooniana
- Romulea cedarbergensis
- Romulea citrina
- Romulea clusiana
- Romulea collina
- Romulea columnae
- Romulea congoensis
- Romulea corsica
- Romulea cruciata
- Romulea cyrenaica
- Romulea dichotoma
- Romulea discifera
- Romulea diversiformis
- Romulea eburea
- Romulea eburnea
- Romulea elliptica
- Romulea engleri
- Romulea eximia
- Romulea fibrosa
- Romulea fischeri
- Romulea flava
- Romulea flexuosa
- Romulea florentii
- Romulea gigantea
- Romulea gracillima
- Romulea hallii
- Romulea hantamensis
- Romulea hirsuta
- Romulea hirta
- Romulea jugicola
- Romulea kamisensis
- Romulea komsbergensis
- Romulea leipoldtii
- Romulea ligustica
- Romulea lilacina
- Romulea limbarae
- Romulea linaresii
- Romulea longipes
- Romulea lutea
- Romulea luteiflora
- Romulea macowanii
- Romulea maculata
- Romulea malaniae
- Romulea maroccana
- Romulea melitensis
- Romulea membranacea
- Romulea minutiflora
- Romulea monadelpha
- Romulea montana
- Romulea monticola
- Romulea multifida
- Romulea multisulcata
- Romulea namaquensis
- Romulea nivalis
- Romulea numidica
- Romulea obscura
- Romulea papyracea
- Romulea pearsonii
- Romulea penzigii
- Romulea petraea
- Romulea phoenicia
- Romulea pratensis
- Romulea ramiflora
- Romulea requienii
- Romulea revelieri
- Romulea rosea
- Romulea rupestris
- Romulea sabulosa
- Romulea saldanhensis
- Romulea sanguinalis
- Romulea saxatilis
- Romulea schlechteri
- Romulea setifolia
- Romulea singularis
- Romulea sinispinosensis
- Romulea sladenii
- Romulea speciosa
- Romulea sphaerocarpa
- Romulea stellata
- Romulea subfistulosa
- Romulea sulphurea
- Romulea syringodeoflora
- Romulea tabularis
- Romulea tempskyana
- Romulea tetragona
- Romulea tortilis
- Romulea tortuosa
- Romulea toximontana
- Romulea triflora
- Romulea tubulosa
- Romulea unifolia
- Romulea vaillantii
- Romulea villaretii
- Romulea vinacea
- Romulea viridibracteata
- Romulea vlokii